# Ngữ nghĩa học
Ngữ nghĩa học là nghiên cứu ngôn ngữ và triết học về ý nghĩa trong ngôn ngữ, ngôn ngữ lập trình, logic hình thức và ký hiệu học. Nó liên quan đến mối quan hệ giữa các từ, cụm từ, dấu hiệu, những biểu tượng và những gì chúng đại diện cho trên thực tế.
Trong từ vựng khoa học quốc tế ngữ nghĩa học cũng được gọi là ý nghĩa học. Từ ngữ nghĩa được sử dụng đầu tiên bởi Michel Bréal, một nhà triết học người Pháp. Nó biểu thị một loạt các ý tưởng khác nhau từ phổ biến đến kỹ thuật cao. Nó thường được sử dụng trong ngôn ngữ thông thường để biểu thị một vấn đề về sự hiểu biết bắt nguồn từ việc lựa chọn từ hoặc hàm ý. Vấn đề hiểu biết này đã là chủ đề của nhiều câu hỏi chính thức, trong một thời gian dài, đặc biệt là trong lĩnh vực ngữ nghĩa hình thức. Trong ngôn ngữ học, đó là nghiên cứu về việc giải thích các dấu hiệu hoặc biểu tượng được sử dụng trong các tác nhân hoặc cộng đồng trong các trường hợp và bối cảnh cụ thể.  Trong quan điểm này, âm thanh, biểu cảm khuôn mặt, ngôn ngữ cơ thể và không gian giao tiếp có nội dung ngữ nghĩa (có ý nghĩa) và mỗi loại bao gồm một số nhánh nghiên cứu. Trong ngôn ngữ viết, những thứ như cấu trúc đoạn văn và dấu chấm câu có nội dung ngữ nghĩa; các hình thức ngôn ngữ khác mang nội dung ngữ nghĩa khác.
Nghiên cứu chính thức về ngữ nghĩa giao nhau với nhiều lĩnh vực khác của việc tìm hiểu, trong đó có từ vựng học, cú pháp, ngữ dụng học, từ nguyên học và các lĩnh vực khác. Một cách độc lập, ngữ nghĩa học cũng là một lĩnh vực được xác định rõ theo đúng nghĩa của nó, thường với các thuộc tính tổng hợp. Trong triết học ngôn ngữ, ngữ nghĩa và tài liệu tham khảo được kết nối chặt chẽ. Các lĩnh vực liên quan khác bao gồm triết học, truyền thông và ký hiệu học. Do đó, nghiên cứu chính thức về ngữ nghĩa có thể rất đa dạng và phức tạp.
Ngữ nghĩa học tương phản với cú pháp, nghiên cứu tổ hợp các đơn vị ngôn ngữ (không liên quan đến ý nghĩa của chúng) và ngữ dụng học, nghiên cứu về mối quan hệ giữa các biểu tượng của ngôn ngữ, ý nghĩa của chúng và người sử dụng ngôn ngữ. Ngữ nghĩa như một lĩnh vực nghiên cứu cũng có mối quan hệ quan trọng với các lý thuyết đại diện khác nhau về ý nghĩa bao gồm các lý thuyết chân lý về ý nghĩa, các lý thuyết mạch lạc về ý nghĩa và các lý thuyết tương ứng về ý nghĩa. Mỗi lý thuyết này có liên quan đến nghiên cứu triết học chung về thực tế và đại diện cho ý nghĩa.